# 大溪乡 (余干县)
大溪乡，是中华人民共和国江西省上饶市余干县下辖的一个乡镇级行政单位。

## 行政区划
大溪乡下辖以下地区：
大溪村、岭底村、槐梓村、杨源村、邹坊村、石门村、八圩村、闵坊村、汪塘村、楼埠村、青林村、湖坊村和牛皮山村。